# Bretonska

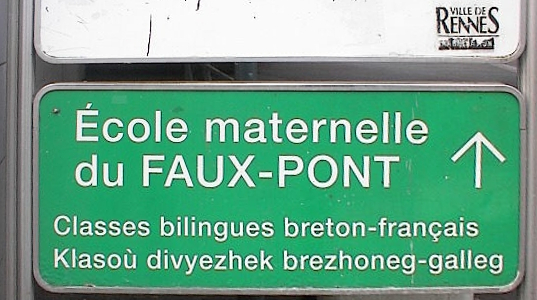
Skylt i Rennes utanför en tvåspråkig skola

Bretonska (brezhoneg) är ett keltiskt språk i den sydvästbrittiska gruppen som talas i Bretagne. Det är närmast släkt med korniskan i Cornwall som dog ut på 1800-talet, men som sedan dess har återupplivats. Även kymriskan i Wales är en nära släkting. Bretonskan anses ha anlänt till Bretagne på 600-talet då brittiska grupper flydde de brittiska öarna undan anglosaxarna. Denna förklaring har dock beskrivits som en ”överförenkling”: i stället ska de keltisktalande befolkningarna i Bretagne, Cornwall och Wales ha utgjort ett sammanhängande språkligt och kulturellt bälte redan före invandringen från Storbritannien. Bretonskan talas framför allt i Bretagnes västra delar, men språket minskar i storlek. Det är varken officiellt språk i Frankrike eller i Bretagne, eftersom det i den franska konstitutionen står att franskan är Frankrikes enda officiella språk. Däremot har bretonskan erkänts som ett av Frankrikes regionala språk.
Bretonskan ses som ett hotat språk. År 1983 fanns det omkring 600 000 personer som talade bretonska. År 2001 hade det antalet minskat till 270 000 och fortsätter att minska med drygt 10 000 varje år, då 64 procent av dem som talar språket är över 60 år gamla medan endast fyra procent är yngre än 40 år.
Bretonskan har fyra olika konsonantmutationer. Dess fonologi känns igen på de ofta förekommande vokala nasalljuden, något som inte återfinns i något annat nu levande keltiskt språk. Dessa nasalljud återges i språket med bokstaven ñ och indikerar att den föregående vokalen skall uttalas nasalt.

## Fonologi

### Vokaler
Likt svenskan existerar både korta och långa vokaler i bretonskan. Alla obetonade vokaler är korta, medan betonade vokaler både kan vara korta och långa. Alla vokaler kan ha nasalljud.
|            | Mjuk  | Rundad | Hård   |
| ---------- | ----- | ------ | ------ |
| Sluten     | i /i/ | u /y/  | ou /u/ |
| Halvsluten | e /e/ | eu /ø/ | o /o/  |
| Halvöppen  | /ɛ/   | /œ/    | /ɔ/    |
| Öppen      | /a/   |        | a /ɑ/  |

Diftonger är /ai, ei/.

### Konsonanter
|             |           | Bilabial | Labio- dental | Alveolar  | Post- alveolar | Palatal | Palatal | Velar   | Velar   | Uvular | Glottal   |
| plain       | lab.      | Bilabial | Labio- dental | Alveolar  | Post- alveolar | plain   | lab.    |         |         | Uvular | Glottal   |
| ----------- | --------- | -------- | ------------- | --------- | -------------- | ------- | ------- | ------- | ------- | ------ | --------- |
| Klusil      | tonlös    | /p/      |               | /t/       |                |         |         | /k/     |         |        |           |
| Klusil      | tonande   | /b/      |               | /d/       |                |         |         | /ɡ/     | gw /ɡʷ/ |        |           |
| Nasal       | Nasal     | /m/      |               | /n/       |                | gn /ɲ/  |         |         |         |        |           |
| Tremulant   | Tremulant |          |               | /r/       |                |         |         |         |         | /ʀ/    |           |
| Frikativa   | tonlös    |          | /f/           | /s/       | ch /ʃ/         |         |         | c'h /x/ |         |        | h, zh /h/ |
| Frikativa   | tonande   |          | /v/           | z, zh /z/ | j /ʒ/          |         |         |         |         |        |           |
| Approximant | central   |          |               |           |                | y /j/   | u /ɥ/   |         | w /w/   |        |           |
| Approximant | lateral   |          |               | /l/       |                | lh /ʎ/  |         |         |         |        |           |